# 霞ケ関駅 (東京都)
霞ケ関駅（かすみがせきえき）は、東京都千代田区霞が関二丁目にある、東京地下鉄（東京メトロ）の駅である。

## 乗り入れ路線
丸ノ内線と日比谷線、千代田線の3路線が乗り入れており、各路線ごとに駅番号が付与されている。
- 東京メトロ
  -  丸ノ内線 - 駅番号「M 15」
  -  日比谷線 - 駅番号「H 07」[注 1]
  -  千代田線 - 駅番号「C 08」

## 歴史
- 1958年（昭和33年）10月15日：帝都高速度交通営団（営団地下鉄）丸ノ内線の西銀座駅（現・銀座駅） - 当駅間の開通と同時に開業。
- 1964年（昭和39年）03月25日：帝都高速度交通営団（営団地下鉄）日比谷線が当駅 - 恵比寿駅間開業[2]。
- 1971年（昭和46年）03月20日：帝都高速度交通営団（営団地下鉄）千代田線が大手町駅 - 当駅間開業[3]。
- 1973年（昭和48年）11月00日：乗降客が大幅に増加したことから、丸ノ内線当駅の大規模改良工事を着手[4]。
- 1976年（昭和51年）09月16日：大規模改良工事の進捗により丸ノ内線池袋駅方面ホームを新ホームへと移動[5]。同時に従来の島式ホームを荻窪方面行き専用とした[5]。
- 1978年（昭和53年）01月00日：丸ノ内線当駅の大規模改良工事が完成[4]。費用は27億7,200万円を要した[4]。
- 1980年（昭和55年）0000月日：駅冷房を開始。
- 1993年（平成05年）11月04日：継続定期券発売機を導入[6][注 2]。
- 1995年（平成07年）03月20日：地下鉄サリン事件発生により営業停止。日比谷線は運行を見合わせ、丸ノ内線・千代田線は終電まで当駅を通過扱い（停車はしたが旅客の乗降は行わずに発車）とした。
- 2004年（平成16年）04月01日：帝都高速度交通営団（営団地下鉄）民営化に伴い、当駅は東京地下鉄（東京メトロ）に継承される[7]。
- 2007年（平成19年）03月18日：ICカード「PASMO」の利用が可能となる[8]。
- 2008年（平成20年）03月15日：小田急ロマンスカーの千代田線への直通運転が開始される[9]。
- 2018年（平成30年）10月27日：千代田線ホームに発車メロディを導入[10]。
- 2020年（令和02年）02月07日：日比谷線ホームに発車メロディを導入[11]。
- 2022年（令和04年）01月21日：定期券売り場が営業を終了[12]。

## 駅構造
駅ホームは逆向きの「コ」の字に配置されており、北から反時計回りに丸ノ内線、日比谷線、千代田線の順である。いずれの路線もエスカレーターとエレベーターが設置されており、コンコースとホームを連絡している。
丸ノ内線は島式・相対式ホーム2面2線を有する地下駅である。開業当時は島式1面2線であったが、1973年（昭和48年）11月に池袋方面行きの単式ホームを増設する工事に着手し、1976年（昭和51年）9月16日より新ホームを供用開始、同時に従来の島式ホームを荻窪方面行き専用とした。同時にコンコースの拡幅、出入口の増設工事を行った。改札は地下1階、ホームは地下2階にある。
日比谷線は島式ホーム1面2線を有する地下駅である。改札は地下1階、ホームは地下3階にある。中目黒側に引き上げ線があり、夜間留置も設定されている（北千住駅より回送で入庫）。丸ノ内線霞ケ関駅の建設時に、地下鉄2号線（日比谷線）の建設が確定していたことから、あらかじめ丸ノ内線霞ケ関駅のトンネル構築下部に2号線用の駅躯体が構築されていた
。
千代田線は島式ホーム1面2線を有する地下駅である。改札は地下2階、ホームは地下1階にあるため、ホームから地上に出るには一旦下の階を経由することになる（ホームから上階への階段はない）。建設地点には旧・海軍省の地下防空壕跡があったため、このうちの約半分を取り壊して建設された。代々木上原方に引き上げ線があり、夜間留置も設定されている（平日は北綾瀬駅より回送、土休日は深夜の当駅終着列車で入庫）。
丸ノ内線と千代田線の乗り換えには日比谷線ホームを経由する必要があり、東京メトロの資料によると5分程度かかる。なお丸ノ内線ホームと千代田線ホームを直接連絡する改札内通路はない。
千代田線の国会議事堂前寄りに有楽町線桜田門駅につながる連絡線（単線）がある。主に回送列車が使用するが、営業列車では「千代田ワープ号」などのイベント列車が走行した事例がある。2008年（平成20年）5月3日からは、小田急電鉄の特急ロマンスカー「ベイリゾート」が年間30日程度運行されていたが、当駅はスイッチバックで連絡線に入るために運転停車し、乗降は取り扱わなかった。なお、「メトロはこね」「メトロえのしま」「メトロモーニングウェイ」「メトロホームウェイ」は当駅に営業停車する。
駅務管区所在駅であり、霞ケ関駅務管区として霞ケ関地域、六本木地域、溜池山王地域を管理する。

### のりば
| 番線                      | 路線     | 行先                     |
| ------------------------- | -------- | ------------------------ |
| 丸ノ内線ホーム（地下2階） |          |                          |
| 1                         | 丸ノ内線 | 荻窪・方南町方面         |
| 2                         | 丸ノ内線 | 池袋方面                 |
| 日比谷線ホーム（地下3階） |          |                          |
| 3                         | 日比谷線 | 中目黒方面               |
| 4                         | 日比谷線 | 北千住・久喜・南栗橋方面 |
| 千代田線ホーム（地下1階） |          |                          |
| 5                         | 千代田線 | 代々木上原・伊勢原方面   |
| 6                         | 千代田線 | 北綾瀬・我孫子・取手方面 |

（出典：東京メトロ:構内図）
- 2020年6月6日から運行を開始している座席指定列車「THライナー」は、久喜発の列車の場合、当駅 - 恵比寿駅間はフリー乗降区間となるが、当駅始発久喜行きの列車の場合、東京メトロ線内のみの利用ができない[19][20]。
- 当駅始発のTHライナーは、基本的に中目黒駅終着列車の折り返し回送で送り込まれる。ただし土休日の一部については、北千住駅終着列車が当駅まで回送され送り込まれる運用となっている。

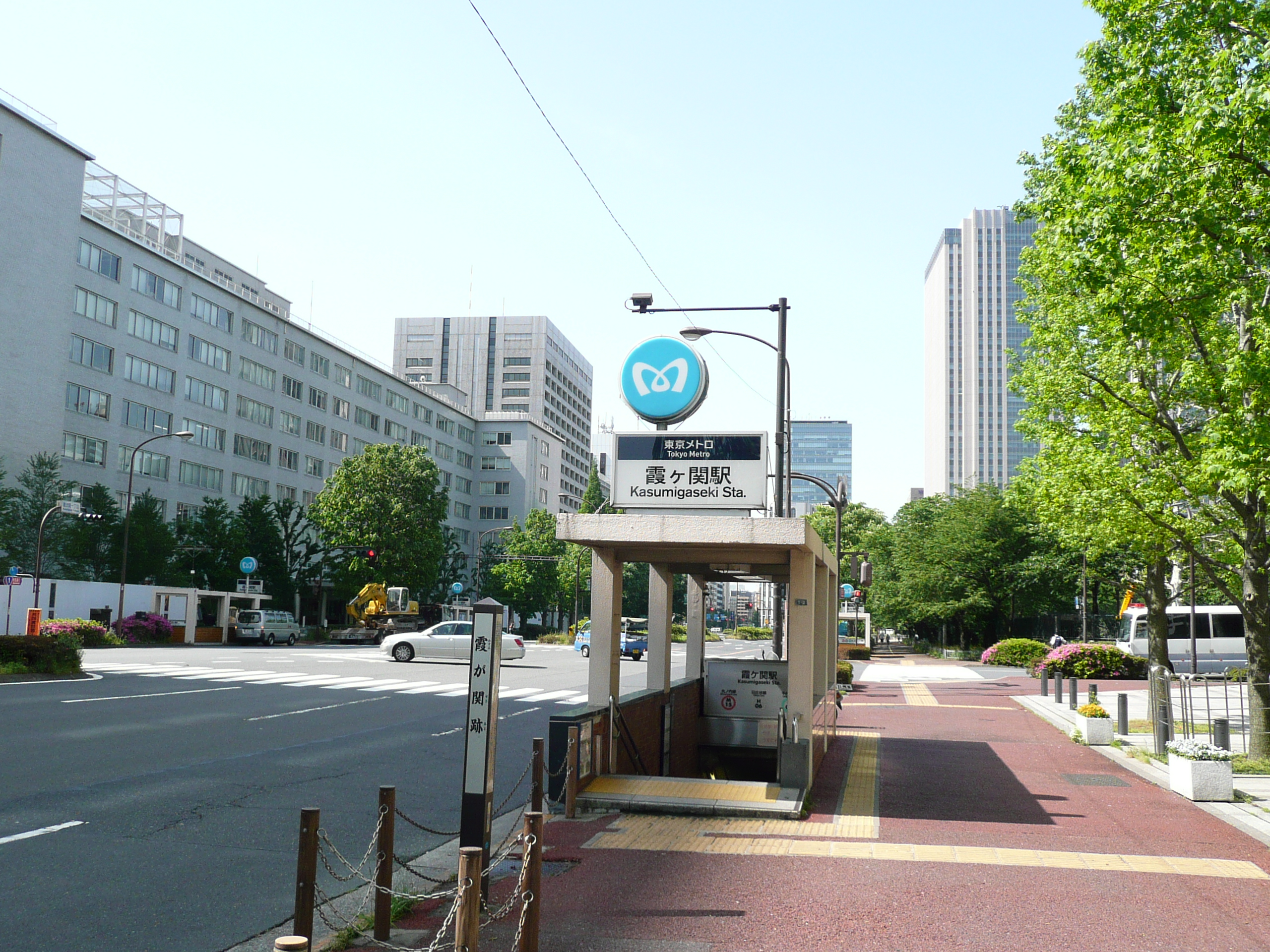
A2番出入口（2010年5月）
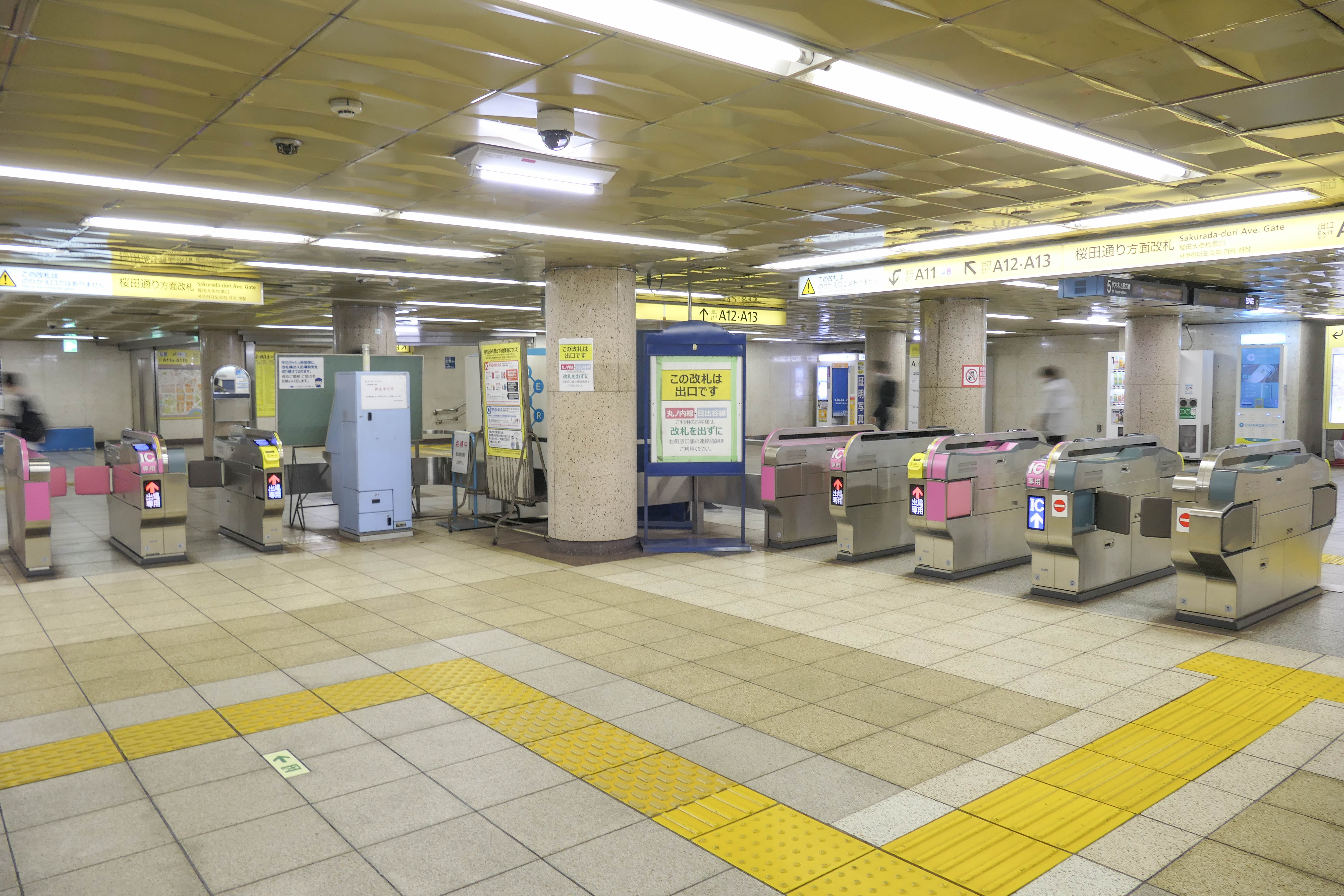
桜田通り方面改札（2022年11月）
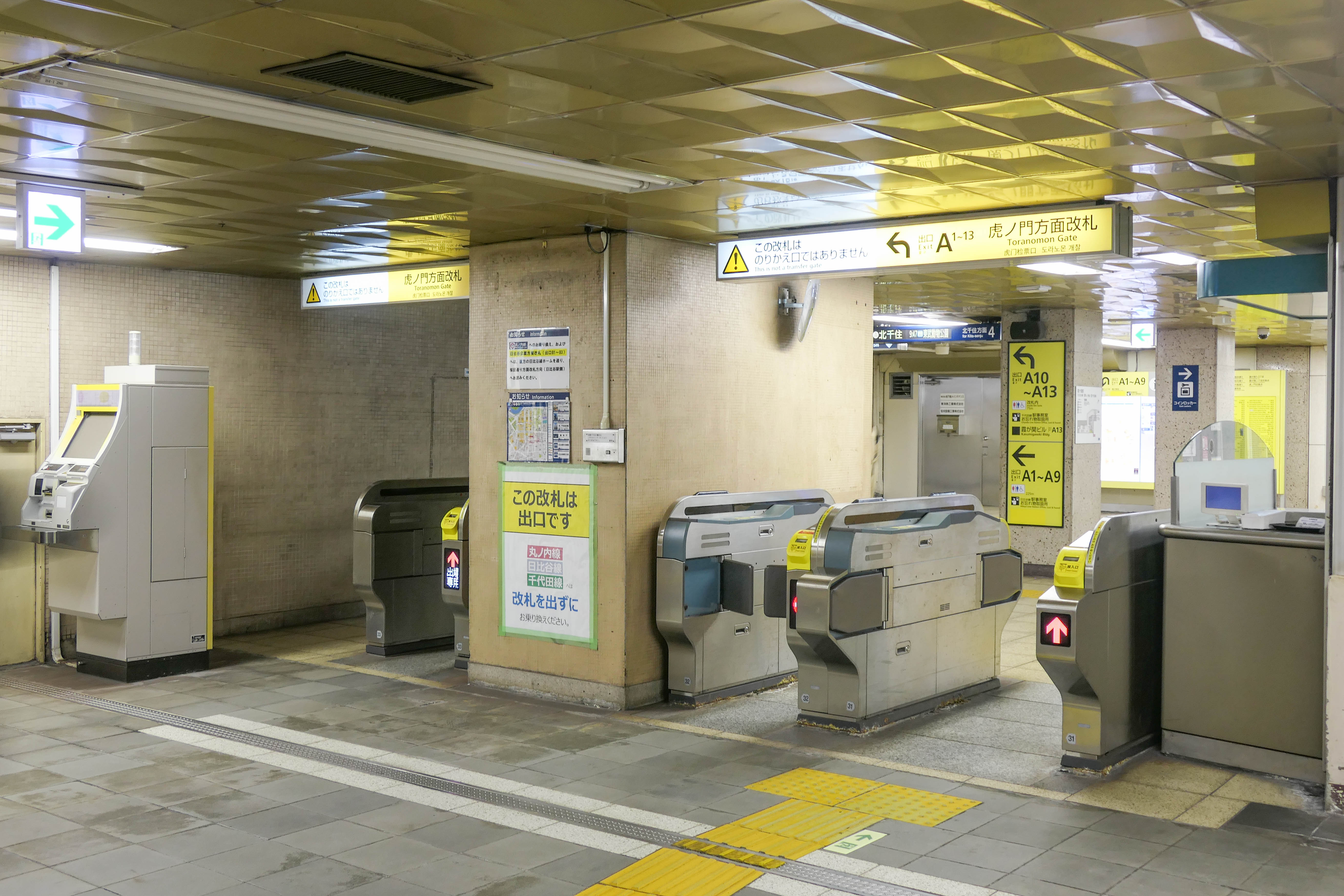
虎ノ門方面改札（2022年11月）
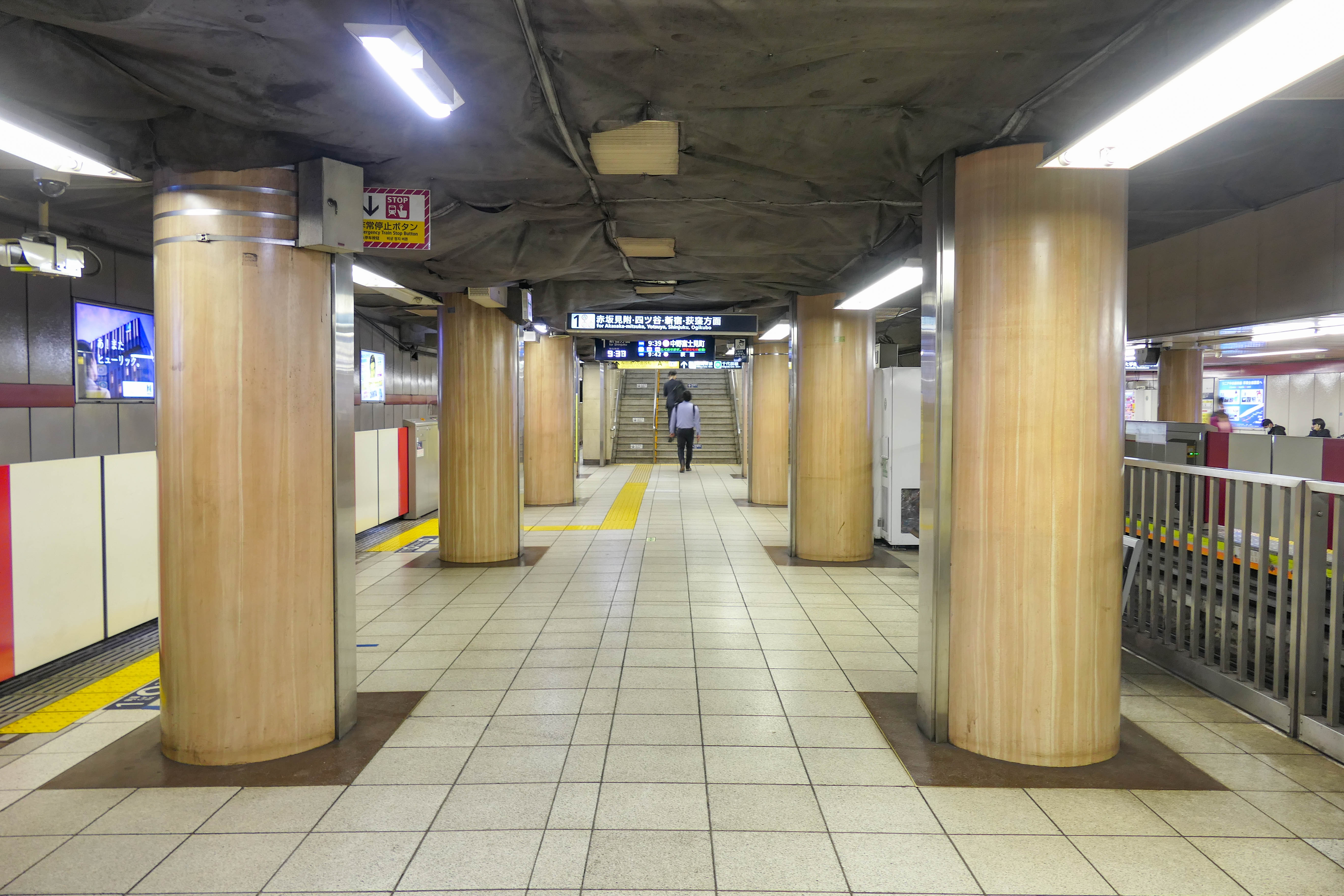
1番線ホーム（2022年11月）
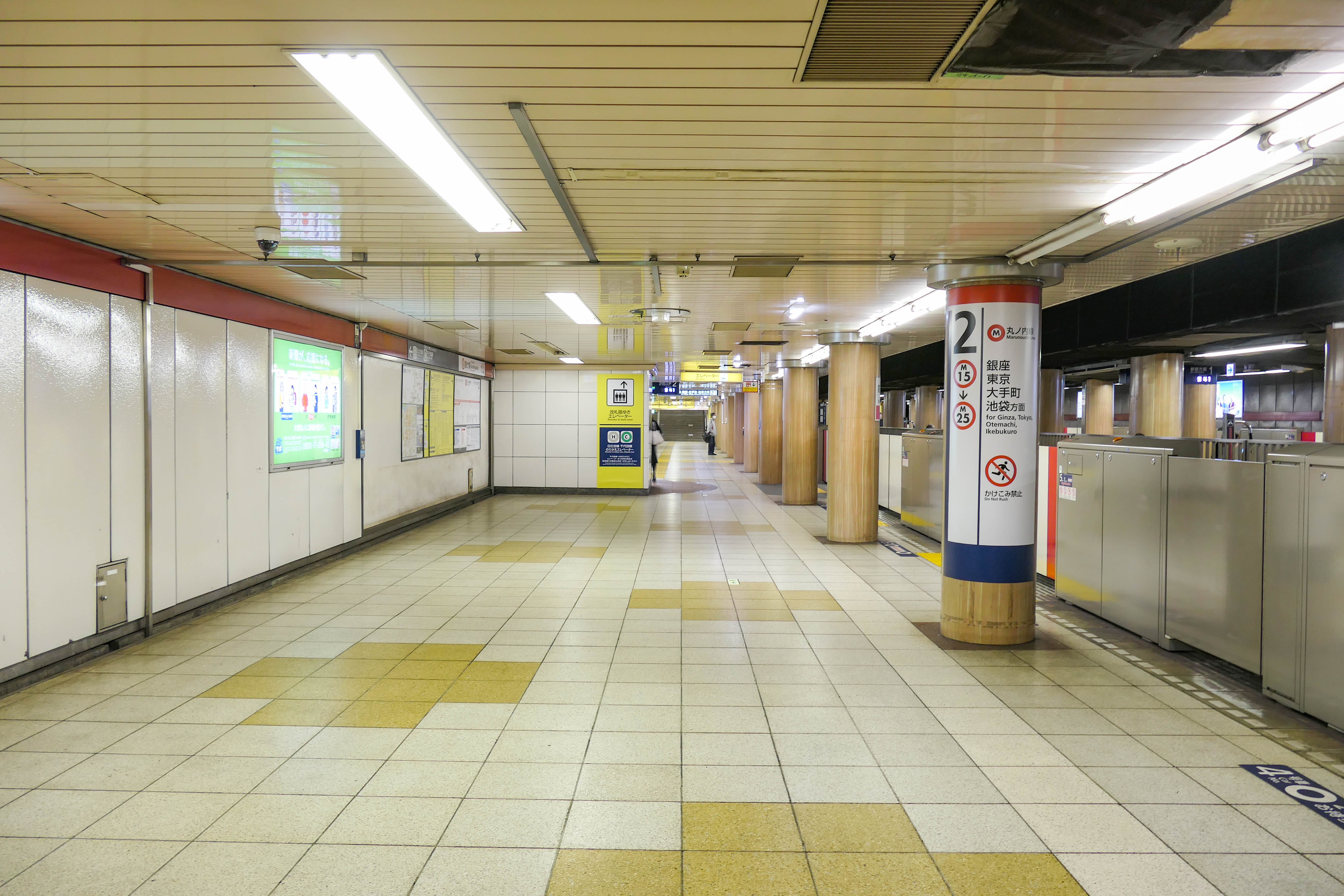
2番線ホーム（2022年11月）
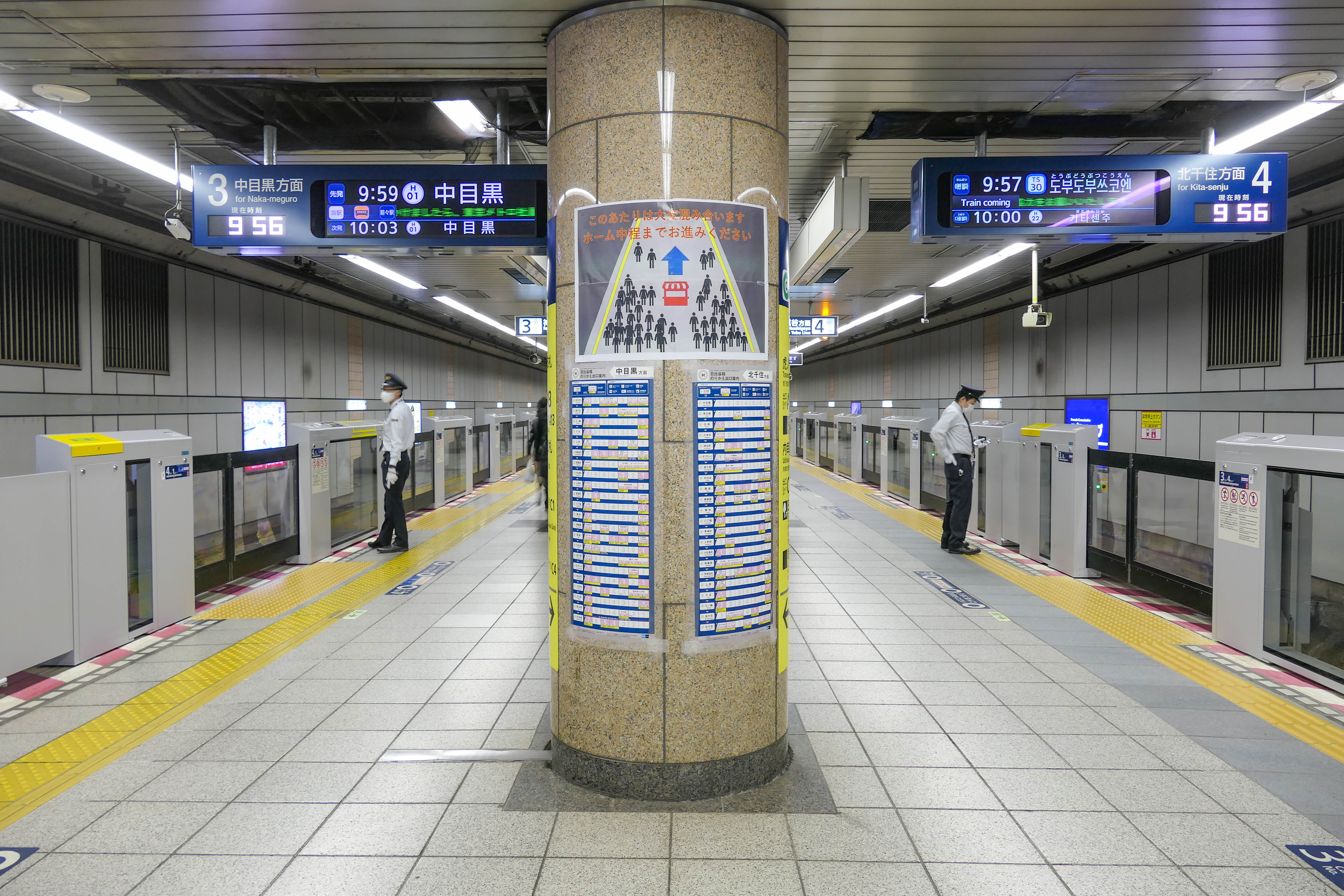
3・4番線ホーム（2022年11月）
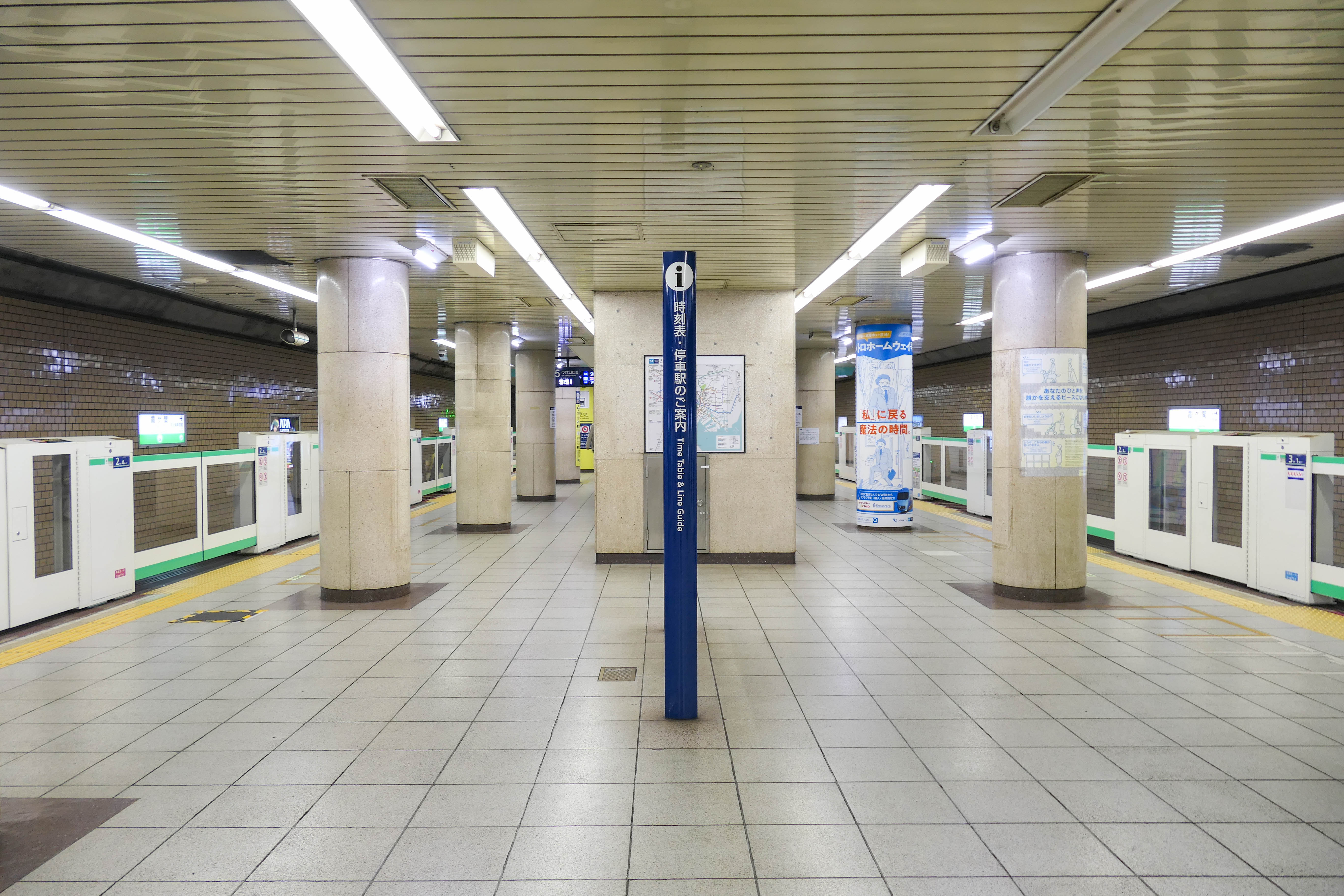
5・6番線ホーム（2022年11月）

### 発車メロディ
全てのホームにおいて、スイッチ制作の発車メロディ（発車サイン音）を使用している。
| 番線 | 路線     | 曲名           | 作曲者   |
| ---- | -------- | -------------- | -------- |
| 1    | 丸ノ内線 | Tokyo Line     | 谷本貴義 |
| 2    | 丸ノ内線 | スマイル電車   | 福嶋尚哉 |
| 3    | 日比谷線 | 明日への序章   | 塩塚博   |
| 4    | 日比谷線 | 今日も一日     | 福嶋尚哉 |
| 5    | 千代田線 | memoir         | 福嶋尚哉 |
| 6    | 千代田線 | 穏やかな午後を | 福嶋尚哉 |

### 改札口
- A1 - A7（丸ノ内線・日比谷線）
- A8 - A10（日比谷線）
- A11 - A13（千代田線）
- B1 - B3（丸ノ内線）
- C1 - C4（千代田線）

改札内で各線のホームに連絡しているため、他の路線の改札の利用が可能。

## 利用状況
- 東京メトロ - 2024年度の1日平均乗降人員は132,884人である[メトロ 1]。
東京メトロ全130駅の中では市ケ谷駅に次いで第18位。この値は東京メトロ線同士の乗換人員を含まない。
  - 東京メトロ線同士の乗換人員を含んだ、2018年度の路線別1日平均乗降人員は以下の通りである[乗降データ 1]。
    - 丸ノ内線 - 133,807人 - 同線内では池袋駅、新宿駅、東京駅、赤坂見附駅、大手町駅、新宿三丁目駅、銀座駅に次ぐ第8位。
    - 日比谷線 - 141,176人 - 同線内では北千住駅、中目黒駅、茅場町駅、銀座駅、日比谷駅に次ぐ第6位。
    - 千代田線 - 104,967人 - 同線内では綾瀬駅、北千住駅、代々木上原駅、大手町駅、表参道駅、西日暮里駅、日比谷駅、明治神宮前駅、新御茶ノ水駅に次ぐ第10位。

### 年度別1日平均乗降人員
近年の1日平均乗降人員推移は下表の通り。
| 年度               | 営団 / 東京メトロ | 営団 / 東京メトロ |
| 年度               | 1日平均 乗降人員  | 増加率            |
| ------------------ | ----------------- | ----------------- |
| 1999年（平成11年） | 127,349           |                   |
| 2000年（平成12年） | 125,311           | −1.6%             |
| 2001年（平成13年） | 125,679           | 0.3%              |
| 2002年（平成14年） | 121,483           | −3.3%             |
| 2003年（平成15年） | 121,078           | −0.3%             |
| 2004年（平成16年） | 118,254           | −2.3%             |
| 2005年（平成17年） | 120,195           | 1.6%              |
| 2006年（平成18年） | 123,065           | 2.4%              |
| 2007年（平成19年） | 130,748           | 6.2%              |
| 2008年（平成20年） | 130,020           | −0.6%             |
| 2009年（平成21年） | 130,045           | 0.0%              |
| 2010年（平成22年） | 129,036           | −0.8%             |
| 2011年（平成23年） | 128,226           | −0.6%             |
| 2012年（平成24年） | 135,035           | 5.3%              |
| 2013年（平成25年） | 140,241           | 3.9%              |
| 2014年（平成26年） | 141,375           | 0.8%              |
| 2015年（平成27年） | 146,162           | 3.4%              |
| 2016年（平成28年） | 148,944           | 1.9%              |
| 2017年（平成29年） | 150,628           | 1.1%              |
| 2018年（平成30年） | 152,818           | 1.5%              |
| 2019年（令和元年） | 151,977           | −0.6%             |
| 2020年（令和02年） | 113,846           | −25.1%            |
| 2021年（令和03年） | 110,710           | −2.8%             |
| 2022年（令和04年） | 121,447           | 9.7%              |
| 2023年（令和05年） | 128,553           | 5.9%              |
| 2024年（令和06年） | 132,884           | 3.4%              |

### 年度別1日平均乗車人員（1958年 - 2000年）
近年の1日平均乗車人員推移は下表の通り。
| 年度               | 丸ノ内線 | 日比谷線 | 千代田線 | 出典              |
| ------------------ | -------- | -------- | -------- | ----------------- |
| 1958年（昭和33年） | 1,646    | 未開業   | 未開業   | [ 東京都統計 1 ]  |
| 1959年（昭和34年） | 20,745   | 未開業   | 未開業   | [ 東京都統計 2 ]  |
| 1960年（昭和35年） | 22,379   | 未開業   | 未開業   | [ 東京都統計 3 ]  |
| 1961年（昭和36年） | 25,122   | 未開業   | 未開業   | [ 東京都統計 4 ]  |
| 1962年（昭和37年） | 28,663   | 未開業   | 未開業   | [ 東京都統計 5 ]  |
| 1963年（昭和38年） | 31,981   | 3,009    | 未開業   | [ 東京都統計 6 ]  |
| 1964年（昭和39年） | 32,535   | 5,368    | 未開業   | [ 東京都統計 7 ]  |
| 1965年（昭和40年） | 32,825   | 10,539   | 未開業   | [ 東京都統計 8 ]  |
| 1966年（昭和41年） | 31,958   | 9,630    | 未開業   | [ 東京都統計 9 ]  |
| 1967年（昭和42年） | 36,755   | 9,914    | 未開業   | [ 東京都統計 10 ] |
| 1968年（昭和43年） | 58,992   | 37,742   | 未開業   | [ 東京都統計 11 ] |
| 1969年（昭和44年） | 61,287   | 40,221   | 未開業   | [ 東京都統計 12 ] |
| 1970年（昭和45年） | 62,986   | 40,811   | 13,000   | [ 東京都統計 13 ] |
| 1971年（昭和46年） | 64,467   | 47,467   | 20,265   | [ 東京都統計 14 ] |
| 1972年（昭和47年） | 62,436   | 49,975   | 27,984   | [ 東京都統計 15 ] |
| 1973年（昭和48年） | 56,581   | 50,137   | 32,748   | [ 東京都統計 16 ] |
| 1974年（昭和49年） |          | 50,918   |          | [ 東京都統計 17 ] |
| 1975年（昭和50年） |          | 56,016   |          | [ 東京都統計 18 ] |
| 1976年（昭和51年） | 22,268   | 13,266   | 19,216   | [ 東京都統計 19 ] |
| 1977年（昭和52年） | 22,082   | 13,063   | 19,608   | [ 東京都統計 20 ] |
| 1978年（昭和53年） | 20,726   | 11,932   | 21,112   | [ 東京都統計 21 ] |
| 1979年（昭和54年） | 20,765   | 11,831   | 21,995   | [ 東京都統計 22 ] |
| 1980年（昭和55年） | 21,888   | 12,373   | 23,129   | [ 東京都統計 23 ] |
| 1981年（昭和56年） | 23,795   | 13,411   | 24,277   | [ 東京都統計 24 ] |
| 1982年（昭和57年） | 24,778   | 14,649   | 23,932   | [ 東京都統計 25 ] |
| 1983年（昭和58年） | 24,765   | 13,814   | 25,787   | [ 東京都統計 26 ] |
| 1984年（昭和59年） | 25,948   | 14,214   | 26,405   | [ 東京都統計 27 ] |
| 1985年（昭和60年） | 25,918   | 14,551   | 26,603   | [ 東京都統計 28 ] |
| 1986年（昭和61年） | 26,512   | 15,153   | 26,967   | [ 東京都統計 29 ] |
| 1987年（昭和62年） | 26,500   | 15,279   | 27,235   | [ 東京都統計 30 ] |
| 1988年（昭和63年） | 27,219   | 15,551   | 27,501   | [ 東京都統計 31 ] |
| 1989年（平成元年） | 26,975   | 15,693   | 27,510   | [ 東京都統計 32 ] |
| 1990年（平成02年） | 26,833   | 15,658   | 27,301   | [ 東京都統計 33 ] |
| 1991年（平成03年） | 27,167   | 15,749   | 26,186   | [ 東京都統計 34 ] |
| 1992年（平成04年） | 26,995   | 15,975   | 25,581   | [ 東京都統計 35 ] |
| 1993年（平成05年） | 27,488   | 15,633   | 24,723   | [ 東京都統計 36 ] |
| 1994年（平成06年） | 27,685   | 15,751   | 23,808   | [ 東京都統計 37 ] |
| 1995年（平成07年） | 28,303   | 15,650   | 23,055   | [ 東京都統計 38 ] |
| 1996年（平成08年） | 28,529   | 15,556   | 22,458   | [ 東京都統計 39 ] |
| 1997年（平成09年） | 27,742   | 15,537   | 22,597   | [ 東京都統計 40 ] |
| 1998年（平成10年） | 27,841   | 15,852   | 22,562   | [ 東京都統計 41 ] |
| 1999年（平成11年） | 27,653   | 15,191   | 22,287   | [ 東京都統計 42 ] |
| 2000年（平成12年） | 27,468   | 14,764   | 20,699   | [ 東京都統計 43 ] |

### 年度別1日平均乗車人員（2001年以降）
| 年度               | 丸ノ内線 | 日比谷線 | 千代田線 | 出典              |
| ------------------ | -------- | -------- | -------- | ----------------- |
| 2001年（平成13年） | 27,310   | 14,299   | 20,871   | [ 東京都統計 44 ] |
| 2002年（平成14年） | 26,718   | 13,729   | 20,162   | [ 東京都統計 45 ] |
| 2003年（平成15年） | 26,852   | 13,847   | 19,694   | [ 東京都統計 46 ] |
| 2004年（平成16年） | 26,425   | 14,342   | 19,460   | [ 東京都統計 47 ] |
| 2005年（平成17年） | 26,584   | 14,332   | 19,581   | [ 東京都統計 48 ] |
| 2006年（平成18年） | 27,271   | 14,625   | 20,252   | [ 東京都統計 49 ] |
| 2007年（平成19年） | 28,309   | 15,205   | 22,238   | [ 東京都統計 50 ] |
| 2008年（平成20年） | 27,671   | 15,134   | 22,710   | [ 東京都統計 51 ] |
| 2009年（平成21年） | 27,679   | 15,104   | 22,688   | [ 東京都統計 52 ] |
| 2010年（平成22年） | 27,695   | 14,969   | 22,383   | [ 東京都統計 53 ] |
| 2011年（平成23年） | 27,758   | 14,663   | 22,391   | [ 東京都統計 54 ] |
| 2012年（平成24年） | 28,972   | 15,161   | 23,655   | [ 東京都統計 55 ] |
| 2013年（平成25年） | 30,304   | 15,704   | 24,449   | [ 東京都統計 56 ] |
| 2014年（平成26年） | 30,706   | 15,632   | 24,723   | [ 東京都統計 57 ] |
| 2015年（平成27年） | 31,910   | 15,893   | 25,713   | [ 東京都統計 58 ] |
| 2016年（平成28年） | 32,515   | 16,112   | 26,340   | [ 東京都統計 59 ] |
| 2017年（平成29年） | 32,625   | 16,351   | 26,921   | [ 東京都統計 60 ] |
| 2018年（平成30年） | 32,789   | 16,460   | 27,715   | [ 東京都統計 61 ] |
| 2019年（令和元年） | 33,049   | 15,833   | 27,699   | [ 東京都統計 62 ] |

備考
1. ↑  1958年10月15日開業。開業日から1959年3月31日までの計168日間を集計したデータ。
2. ↑  1964年3月25日開業。開業日から1964年3月31日までの計215日間を集計したデータ。
3. ↑  1971年3月20日開業。開業日から1971年3月31日までの計12日間を集計したデータ。

## 駅周辺
中央省庁やその関連施設が多い。
- 外務省
- 財務省
- 経済産業省
- 中央合同庁舎
  - 第1号館 - 農林水産省・霞ヶ関郵便局など。
  - 第2号館 - 総務省・国家公安委員会・警察庁・第二霞ケ関郵便局など。A3b出入口で直結。
  - 第3号館 - 国土交通省・海上保安庁。
  - 第4号館 - 内閣府・内閣法制局・金融庁など。
  - 第5号館 - 厚生労働省・環境省など。B3b出入口で直結。
  - 第6号館 - 公正取引委員会・法務省・最高検察庁・東京高等検察庁・東京地方検察庁など
    - 赤れんが棟（法務省旧本館）

  - 第7号館/霞が関コモンゲート - 文部科学省・文化庁・金融庁・会計検査院など
- 裁判所合同庁舎
  - 東京高等裁判所・東京地方裁判所・東京簡易裁判所（刑事）、検察審査会（東京第一から第六まで）、東京高等裁判所内郵便局
- 日本弁護士連合会（弁護士会館）
- 警視庁（警視庁本部庁舎）
- 霞が関ビルディング
- 飯野海運本社
- 日比谷公園
  - 日比谷野外音楽堂
  - 千代田区立日比谷図書文化館
  - 日比谷公会堂（大規模改修工事のため休館中）
- 桜田門駅（有楽町線）
- 虎ノ門駅（銀座線）
- 内幸町駅（都営三田線）
- 首都高速都心環状線霞が関入口（内回り・外回り）

## バス路線
- 霞が関
  - 橋63：小滝橋車庫前行 / 新橋駅前行（都営バス）
- 経済産業省前（JRバスは霞が関）
  - 橋63：小滝橋車庫前行 / 新橋駅前行（都営バス）
  - 東98：東京駅南口行 / 清水行・等々力操車所行（東急バス）
  - 高速バス：東名ハイウェイバスなどの東京駅行（JRバス関東・JR東海バス他）降車専用

## その他
- 霞が関という官庁街の中心にある駅として、地下鉄サリン事件のターゲットになった。当時の駅助役が事件で亡くなったということもあり、1996年（平成8年）から毎年3月20日午前8時に当駅で黙祷が行われる。
- 当駅から日比谷駅までは、日比谷線経由と千代田線経由のルートがある。経路に当駅 - 日比谷駅の区間が含まれる定期乗車券は、日比谷線・千代田線を選択乗車することが可能である。
- 当駅から国会議事堂前駅までは、丸ノ内線経由と千代田線経由ルートがある。経路に当駅 - 国会議事堂前駅の区間が含まれる定期乗車券は、丸ノ内線・千代田線を選択乗車することが可能である。
- 当駅から銀座駅までは、丸ノ内線経由と日比谷線経由のルートがある。経路に当駅 - 銀座駅（日比谷線経由）の区間が含まれる定期乗車券は、丸ノ内線経由で乗車することも可能である。しかし、丸ノ内線経由の定期乗車券は、日比谷線経由で乗車することは不可能である。
- 埼玉県川越市にある霞ヶ関駅は東武鉄道東上本線の同名駅であり、池袋駅や中目黒駅など複数の駅から本駅と東上線の駅に乗り換えなしで到達することが可能である。

## 隣の駅
東京地下鉄（東京メトロ）
 丸ノ内線
国会議事堂前駅 (M 14) - 霞ケ関駅 (M 15) - 銀座駅 (M 16)
 日比谷線
- □THライナー始発・停車駅（久喜行きは当駅始発・恵比寿行きは当駅より各駅に停車）

■THライナー以外の列車
虎ノ門ヒルズ駅 (H 06) - 霞ケ関駅 (H 07) - 日比谷駅 (H 08)
 千代田線
- □特急ロマンスカー「メトロはこね」「メトロえのしま」「メトロモーニングウェイ」「メトロホームウェイ」停車駅

■ロマンスカー以外の列車種別（千代田線内は各駅に停車）
国会議事堂前駅 (C 07) - 霞ケ関駅 (C 08) - 日比谷駅 (C 09)